# Curtara nisa
Curtara nisa är en insektsart som beskrevs av Delong 1977. Curtara nisa ingår i släktet Curtara och familjen dvärgstritar. Inga underarter finns listade i Catalogue of Life.